# Lissodendoryx cavernosa
Lissodendoryx cavernosa är en svampdjursart som först beskrevs av Topsent 1892.  Lissodendoryx cavernosa ingår i släktet Lissodendoryx och familjen Coelosphaeridae. Inga underarter finns listade i Catalogue of Life.